# Газпром космические системы
АО «Газпро́м косми́ческие систе́мы» (сокращённо — ГКС, до 1 декабря 2008 года — ОАО «Газком») — российский и международный оператор спутниковой связи, владелец собственного спутникового ресурса, провайдер спутниковых телекоммуникационных и геоинформационных услуг, системный интегратор, разработчик систем космической связи и дистанционного зондирования Земли. Компания «Газпром космические системы» является вторым, после ФГУП «Космическая связь», игроком на российском рынке спутниковой связи и первым негосударственным владельцем и оператором связной спутниковой группировки в России. «Газпром космические системы» входит в перечень системообразующих предприятий России в области информации и связи.

## Направления деятельности

### Спутниковая связь и вещание
Компания «Газпром космические системы» (ГКС) — российский частный коммерческий оператор спутниковой связи. Компания владеет собственной группировкой связных спутников на геостационарной орбите, основной услугой компании является предоставление спутникового ресурса. Около 70 % орбитальной ёмкости компании реализуется в виде прямых продаж спутникового ресурса, на котором приобретающие его владельцы телепортов оказывают различные услуги спутниковой связи и вещания. На российском рынке ГКС не только продаёт свой спутниковый ресурс, но также самостоятельно оказывает на его основе услуги спутниковой связи, такие как организация телевещания, каналов «точка-точка», сетей VSAT и спутникового интернета, транспортных сетей для операторов мобильной связи и другие. «Газпром космические системы» входит в первую десятку публикуемого World Teleport Association рейтинга самых быстрорастущих спутниковых операторов в мире.

### Геомониторинг
На базе собственного центра аэрокосмического мониторинга и с привлечением технических средств сторонних организаций ГКС осуществляет авиационный и космический мониторинг трубопроводов, подземных газохранилищ, линий электропередачи и других объектов, осуществляет контроль работ, проводящихся на объектах «Газпрома». Планируется создание для компании «Газпром космические системы» собственной спутниковой системы ДЗЗ «Смотр», которая должна расширить возможности геотехнического мониторинга и контроля охранных зон объектов «Газпрома» с целью повышения уровня промышленной и экологической безопасности. Система «Смотр» будет включать 6 космических аппаратов, запуск первого из них запланирован на 2024 год.

### Разработка и интеграция космических систем
В рамках собственных проектов по развитию космической инфраструктуры ГКС проектирует и создаёт полезные нагрузки для спутников связи и вещания, спутников ДЗЗ, средства для комплексов управления спутниками и другие составляющие спутниковых систем.

### Сборочное производство космических аппаратов
В 2012 году было объявлено о планах компании «Газпром космические системы» построить в Щёлково собственный завод по сборке космических аппаратов, оснащённый всеми необходимыми испытательными средствами. Планировалось, что завод будет производить спутники как для ГКС, так и для сторонних заказчиков. В 2016 г. состоялся тендер по проектированию и строительству в Щёлково сборочного производства космических аппаратов (СПКА). Строительство завода было доверено российской дочерней компании итальянского подрядчика Codest International S.R.L., а техническое оснащение — европейской Thales Alenia Space. Контракт с выбранными подрядчиками был подписан в 2017 году, строительство завода было начато в 2018 году. В том же 2018 году было подписано соглашение об участии в проекте создания СПКА «Роскосмоса». Достроить производство планировалось в третьем квартале 2022 года. В 2022 году компания Thales Alenia Space, занимавшаяся техническим оснащением производства, объявила о приостановке работы в России из-за введённых санкций, несмотря на это ГКС планирует завершить строительство СПКА до конца 2022 года.

## Спутниковая группировка
По состоянию на 2022 год в спутниковую группировку ГКС входят пять аппаратов серии «Ямал»:
- Ямал-202
- Ямал-300К
- Ямал-401
- Ямал-402
- Ямал-601

По суммарному объёму спутникового ресурса, выраженному в «эквивалентных транспондерах», компания «Газпром космические системы», согласно отчёту компании Euroconsult, занимает среди операторов фиксированной спутниковой связи 11-е место в мире (из 49-ти) и второе, после ФГУП «Космическая связь», в России. Принадлежащий ГКС спутник высокой пропускной способности «Ямал-601» является самым мощным из российских связных космических аппаратов.

## Наземная инфраструктура
Наземная инфраструктура компании «Газпром Космические системы» обеспечивает управление спутниковой группировкой, контроль спутникового ресурса, предоставление услуг спутниковой связи и вещания, а также аэрокосмического геомониторинга. В состав наземной инфраструктуры ГКС входят:
- Телекоммуникационный центр «Щёлково», основной центр космический связи ГКС, в котором расположены[21][22]:
  - Центр управления спутниками и контрольно-измерительный комплекс.
  - Телепорт и центральные станции сетей спутниковой связи, а также центр управления спутниковыми сетями.
  - Центр аэрокосмического мониторинга.
- Телекоммуникационный центр «Переславль-Залесский», где расположены резервный пункт управления и телепорт для предоставления услуг широкополосного доступа через «Ямал-601»[23].
- Телепорт Сибирского Федерального округа (Новосибирск) для предоставления услуг широкополосного доступа через «Ямал-601»[23].
- Телепорт «Дальневосточный» и пункт управления «Восточный» (Хабаровск) для предоставления услуг связи через «Ямал-300К» и управления этим спутником[24].
- Центр цифрового спутникового телевидения в Москве, с которого осуществляется телевещание через спутники «Ямал-202», «Ямал-401» и «Ямал-402»[25].

## Собственники и руководство предприятия
Акционерами АО «Газпром космические системы» являются:
- ПАО «Газпром» — 79,80 %
- ПАО «РКК „Энергия“» — 16,16 %
- АО «Газпромбанк» — 4,04 %

Генеральный директор — Севастьянов Дмитрий Николаевич.

## История компании
Для обеспечения услугами связи северных газоконденсатных месторождений (Уренгой, Надым, Ямбург, Ямал и др.) в 1992 году была создана компания «Газком». Учредителями компании выступили «Газпром» и РКК «Энергия» при участии «Газпромбанка». В это время в РКК «Энергия» шла инициативная разработка уникальных для того времени спутников связи на негерметичной платформе с большим (до 10 лет) сроком существования. Разработчики этого аппарата и стали ядром новой компании. В «Газпроме» на тот момент имелся опыт организации спутниковой связи только через низколетящие аппараты, не обеспечивавшие в то время непрерывную и оперативную передачу информации, из-за чего применимость спутниковой связи вообще вызывала большие сомнения. В 1993—1995 годах компанией «Газком» была разработана, построена и введена в эксплуатацию опытная система «Ямал-0», работавшая через арендованный ресурс на геостационарных спутниках серии «Горизонт». На системе «Ямал-0» была продемонстрирована возможность использования спутниковой связи и вещания через для нужд «Газпрома».
В 1995 году «Газпром» подписал техническое задание на разработку космического комплекса связи нового поколения, получившего название «Ямал». Космические аппараты комплекса «Ямал» создавались в РКК «Энергия», а созданием наземного комплекса управления и полезной нагрузки для спутника занималась компания «Газком». В сентябре 1999 года был осуществлён парный запуск спутников «Ямал-100» № 1 и «Ямал-100» № 2. Станция управления спутниками была создана на территории РКК «Энергия», их полезная нагрузка (транспондеры и антенные системы) построена на базе комплектующих компании Space Systems/Loral. Связь со спутником № 1 была потеряна сразу после отделения его от ракеты-носителя, а спутник № 2 был успешно выведен в орбитальную позицию 90° в. д., где под названием «Ямал-100» работал до августа 2010 года. На базе спутника «Ямал-100» была развёрнута высокоскоростная спутниковая система передачи информации для обеспечения связи предприятий «Газпрома», а также начато оказание коммерческих услуг связи и вещания. Телепорты для предоставления связи через «Ямал-100» были построены в Москве, на территории «Газпрома», и в Центре космической связи «Медвежьи озёра». 40 % ресурса «Ямал-100» использовалось в интересах «Газпрома», 30 % — коммерческими структурами, и 30 % — государственными.
Одновременно с созданием спутников «Ямал-100» была начата проработка проектов «Ямал-200» и «Ямал-300». При рассмотрении проекта «Ямал-200» была поставлена задача осуществить его на принципах самоокупаемости, без прямых инвестиций со стороны «Газпрома». Платформа «Ямал-200», созданная в РКК «Энергия», была значительно усовершенствована по сравнению с «Ямал-100», вдвое увеличена мощность, выделяемая на полезную нагрузку, суммарная пропускная способность выросла втрое при прежних весовых характеристиках. Поставщиками полезной нагрузки (антенные системы и транспондеры) для этих аппаратов стали компании Alenia Spazio и Alcatel Space. Спутники «Ямал-201» и «Ямал-202» были выведены в 2003 году в рабочие точки 90° в. д. («Ямал-201», для увеличения спутниковой ёмкости в этой, стратегической для «Газпрома», позиции) и 49° в. д. («Ямал-202», для оказания коммерческих услуг связи на российском и международном рынках). К 2009 году спутники серии «Ямал-200» позволили вернуть привлечённые на их создание кредиты и полностью окупились.
Создание спутников серии «Ямал-300» было начато в 2005 году, запустить их предполагалось в 2008 году. «Ямал-301» планировался в позицию 90° в. д., для замены «Ямал-100» и дальнейшего увеличения доступного в этой точке спутникового ресурса, а «Ямал-302» — для оказания коммерческих услуг из новой для «Газкома» позиции 55° в. д. Постройкой спутников занималось РКК «Энергия», а полезная нагрузка была заказана японской промышленной группе Sumitomo. Из-за финансовых разногласий между РКК «Энергия» и «Газкомом» производство спутников «Ямал-300» было прекращено. В 2009 году проект был перезапущен, новым подрядчиком стала компания «Информационные спутниковые системы», которой была передана полезная нагрузка обоих аппаратов. В итоге вся полезная нагрузка была размещена на одном спутнике, построенном на платформе «Экспресс-1000Н», получившем название «Ямал-300К» и запущенном в конце 2012 года в позицию 90° в. д. Для работы из позиции 55° в. д. у компании SES был арендован запущенный в 1996 году спутник «Astra-1F».
В 2008 году, в рамках реформирования ОАО «Газпром» и использования дочерними компаниями «Газпрома» единого фирменного стиля, компания «Газком» была переименована в «Газпром космические системы». В том же году было начато строительство собственного центра космической связи в Щёлково, куда в 2010—2012 годах были переведены из Королёва и ЦКС «Медвежьи озёра» все мощности по управлению спутниками и предоставлению услуг связи.
Космические аппараты тяжёлого класса серии «Ямал-400», имеющие суммарную ёмкость более 150 «эквивалентных транспондеров» и предназначенные для дальнейшего развития спутниковой группировки ГКС, были в начале 2009 года заказаны «под ключ», вместе с выведением на орбиту, европейской компании Thales Alenia Space. «Ямал-401» должен был заменить в позиции 90° в. д. спутники «Ямал-201», ресурс которого близился к концу, и «Ямал-300К», который планировалось переместить в новую точку стояния для обслуживания Дальнего Востока. «Ямал-402» должен был заменить в позиции 55° в. д. арендуемый ГКС спутник «Astra-1F». Запуск спутников «Ямал-400» планировался в 2011 году. В 2010 году при участии «Роскосмоса» была принята новая схема реализации проекта «Ямал-400», согласно которой «Ямал-402» изготавливался компанией Thales Alenia Space (TAS) с использованием некоторых комплектующих, предоставленных российской компанией «Информационные спутниковые системы» (ИСС), а «Ямал-401» собирался и испытывался компанией ИСС в кооперации с ГКС, полезную нагрузку же для него поставляла компания TAS. Выведение спутников на орбиту было возложено на компанию International Launch Services и должно было состояться в 2012 году. «Ямал-402» был запущен в декабре 2012 года, запуск «Ямала-401» неоднократно переносился и состоялся в декабре 2014 года. После переноса всей спутниковой ёмкости в позиции 90° в. д. на «Ямал-401» спутник «Ямал-300К» был перемещён в позицию 183 в. д..
В 2011 году компания «Газпром космические системы» заявила о намерении включить в свою группировку спутник высокой пропускной способности «Ямал-601», который должен быть заменить «Ямал-202» в позиции 49 в. д. и обеспечить дальнейшее развития бизнеса компании. В 2013 году контракт на изготовление спутника был заключён с французским подразделением выигравшей конкурс компании «Thales Alenia Space», в 2016 году началось его изготовление. В мае 2019 года «Ямал-601», имеющий наибольшую среди российских спутников пропускную способность, был выведен на орбиту и в июне установлен в позиции 49 в. д., где полностью заменил «Ямал-202», а также позволил ГКС предоставлять услуги массового широкополосного доступа в Интернет в Ka-диапазоне для европейской части России, Урала и Сибири. Спутник «Ямал-202», остававшийся после 16-ти лет эксплуатации в рабочем состоянии, был перемещён в позицию 163.5 в. д., откуда через него можно оказывать услуги связи в Тихоокеанском регионе и на Дальнем Востоке.
В 2012 году компания «Газпром космические системы» заявила о планах строительства завода по производству спутников ("Газпром СПКА"  - сборочное производство космических аппаратов) к 2016-му году. В дальнейшем сроки переносились на 2017-й год.
25.11.2019 строительство завода "Газпром СПКА" в г. Щёлково, Московская область началось с привлечением итальянских и французских компаний "Кодест Интернешнл" и Талес Аления Спейс со сроком до 25.09.2022. Завод сможет ежегодно производить до четырех крупных космических аппаратов и до 100 малых спутников. Первым спутником будет Смотр-В (проект "Сфера"), а следующим Ямал-501 (запуск до 2025 года). На 29.09.2022  построено здание и смонтирована линия проверки и тестирования спутников (AIT-услуги и тестирование собственных спутников), но генеральный директор АО "Газпром космические системы" Дмитрий Николаевич Севастьянов планирует завершить строительство завода, а уже к концу 2022 года новоселье справят работники конструкторского бюро и некоторые рабочие завода.

## Финансовые результаты
Выручка компании за 2016 год — 5 479 млн рублей (в 2015 году — 5 029 млн рублей).

## Санкции
23 февраля 2024 года «Газпром космические системы» включены в блокирующий санкционный список США так как «спутники ГКС используются ГРУ РФ, а также российскими военными и военизированными подразделениями». Ранее, 23 декабря 2023 года, оператор был включён в санкционный список Украины

### Комментарии
1. 1 2  «Эквивалентный транспондер» — транспондер[англ.] телекоммуникационного спутника, ретранслирующий сигнал в полосе 36 Мгц, используется для сравнения пропускной способности различных спутников. «Физические транспондеры», установленные на реальных спутниках, могут иметь различную ширину, например транспондер шириной 54 Мгц соответствует полутора «эквивалентным», 72 Мгц — двум и так далее[18].